# Paul Camenisch
Paul Camenisch (Zurique, 7 de novembro de 1893 – Basileia, 13 de fevereiro de 1970) foi um arquiteto, pintor e desenhista suíço, adscrito ao expressionismo. Foi fundador dos grupos artísticos expressionistas Rot-Blau, Rot-Blau II e Gruppe 33.
De 1912 a 1916 estudou arquitetura na Escola Politécnica Federal de Zurique, com Karl Moser.
De 1916 a 1919 foi capataz na Prússia Oriental, Danzigue e Berlim. De 1919 a 1923 trabalhou em várias empresas de arquitetura.
Entre 1921 e 1924 pintou aquarelas de paisagens arquitetônicas fantásticas. Em 1923 mudou-se para Tessino, para se tornar pintor. Em 1924 fundou o grupo de artistas Rot-Blau, com Albert Müller, Hermann Scherer e Werner Neuhaus.
Em 1926 conheceu a Ernst Ludwig Kirchner em Davos. Após a morte de Scherer e Müller fundou em 1928 o grupo Rot-Blau II, com Hans Stocker, Coghuf (Ernst Stocker), Otto Staiger, Charles Hindenlang e Max Sulzbachner. Em 1933 foi um dos fundadores do grupo artístico Gruppe 33 de Basileia, do qual foi presidente de 1936 a 1952, até ser expulso em 1953.

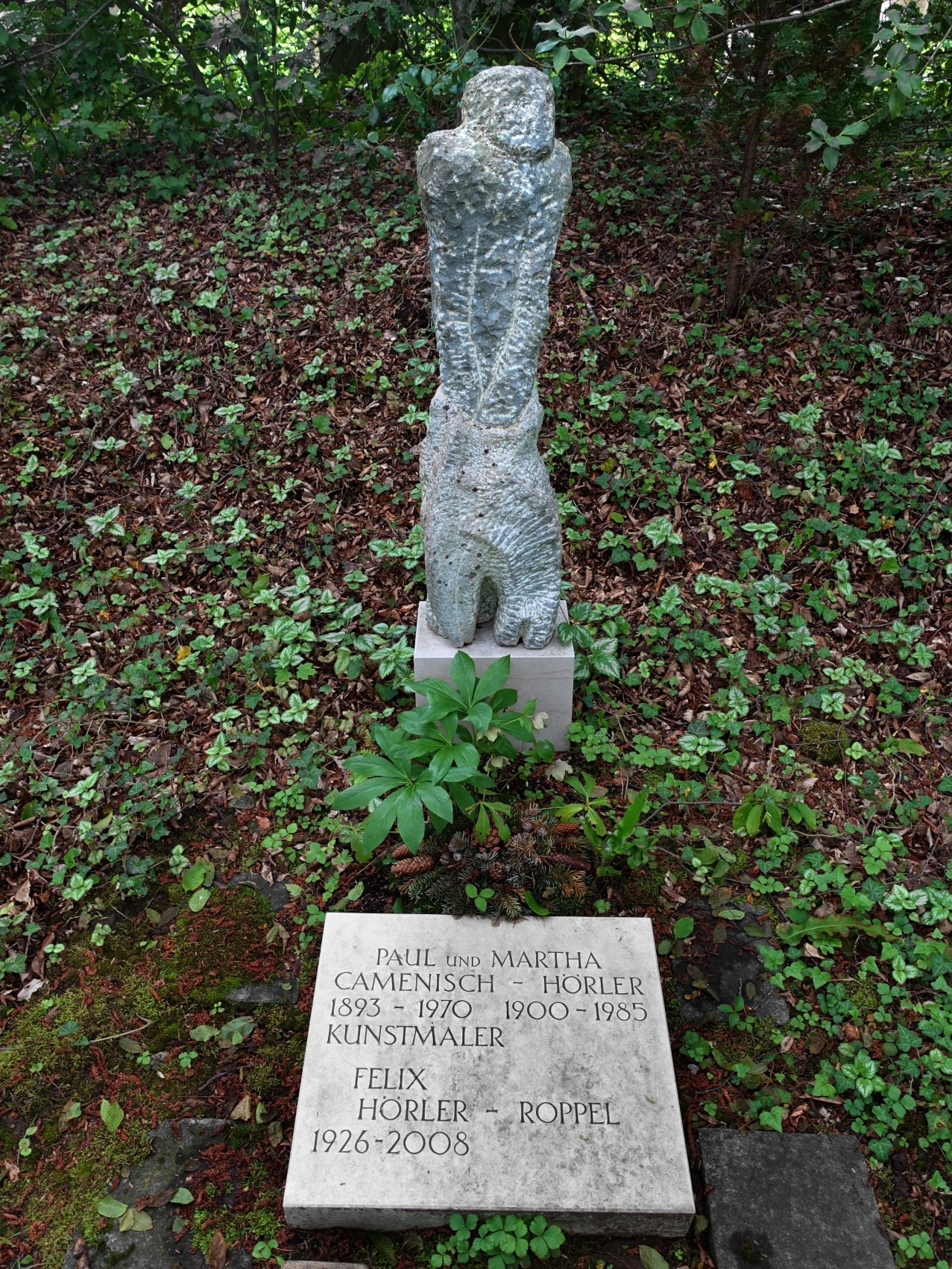
Sepultura de Camenischs no Friedhof am Hörnli, Basileia

Camenisch foi incluído em 1937 na exposição Arte degenerada, organizada pelos nazistas em Munique.